# Rød Valgallianse
Rød Valgallianse (RV) var et socialistisk parti i Norge. Partiet blev stiftet i 1973. 10. marts 2007 fusionerede RV med Arbeidernes Kommunistparti, og det nye parti Rødt blev stiftet.
Fra 1993 til 1997 var partiet repræsenteret i det norske Storting ved Erling Folkvord, som havde et kredsmandat i Oslo. Han mistede dette kredsmandat ved valget i 1997, selvom partiet da havde sit bedste valgresultat med 1,7 procent at stemmerne.